# Pierre-Alexandre Monsigny
Pierre-Alexandre Monsigny, född den 17 oktober 1729 i Fauquembergues nära Saint-Omer, död den 14 januari 1817 i Paris, var en fransk operakompositör.
Monsigny fick 1749 en finansiell syssla och spelade violin blott för sitt nöje, men började 1754 ägna sig åt komposition. Redan efter fem månaders studier för Pietro Gianotti skrev han en opera, Les aveux indiscrets, som 1759 gjorde stor lycka på Théâtre de la Foire S:t Laurent. Dels för nämnda scen, dels för Comédie italienne skrev han sedan en mängd operor: Le cadi dupé (1760; "Den bedragne cadi", 1781), On ne s'avise jamais de tout (1761; "Den förlorade pupillen", 1790), Le roi et le fermier (1762, "Kungen och skogvaktaren", 1784), Rose et Colas (1764; "Clas och Lotta", 1790), Aline, reine de Golconde (1766); Le déserteur (1769; Alexis eller Deserteuren, 1777) och La belle Arsène (1773; "Arsene", 1780).
Monsigny befordrades till domänförvaltare hos hertigen av Orléans och generalinspektör för kanalarbetena. Då han i revolutionen förlorade dessa ämbeten, fick han av Opéra-comique en pension. En plats som konservatoriets studieinspektor, vilken han erhöll 18 efter Piccinni, lämnade han 1802, i känslan av sina bristfälliga teoretiska musikstudier. Trots nämnda brist blev Monsigny likväl en av den franska komiska operans skapare genom sin dramatiska träffsäkerhet och sin naturliga melodiska begåvning. Till hans operors framgång bidrog Sedaines utmärkta libretter. Monsigny blev 1813 ledamot av Franska institutet. Han har biograferats av bland andra Quatremère de Quincy (1817), Hédouin (1821) och de Ménil (1893).